# Cantón de La Guiche
El cantón de La Guiche era una división administrativa francesa, que estaba situada en el departamento de Saona y Loira y la región de Borgoña.

## Composición
El cantón estaba formado por once comunas:
- Ballore
- Chevagny-sur-Guye
- Collonge-en-Charollais
- Joncy
- La Guiche
- Le Rousset
- Marizy
- Pouilloux
- Saint-Marcelin-de-Cray
- Saint-Martin-de-Salencey
- Saint-Martin-la-Patrouille

## Supresión del cantón de La Guiche
En aplicación del Decreto n.º 2014-182 de 18 de febrero de 2014, el cantón de La Guiche fue suprimido el 22 de marzo de 2015 y sus 11 comunas pasaron a formar parte; cuatro del nuevo cantón de Charolles, cuatro del nuevo cantón de Cluny y tres del nuevo cantón de Blanzy.